# Stazione di Lei
Stazione di Lei vasútállomás Olaszországban, Szardínia régióban, Lei településen.

## Vasútvonalak
Az állomást az alábbi vasútvonalak érintik:
- Macomer-Nuoro-vasútvonal

## Kapcsolódó állomások
A vasútállomáshoz az alábbi állomások vannak a legközelebb: 
- Stazione di Silanus
- Stazione di Bolotana

## Lásd még
- Szardínia vasútállomásainak listája